# Coutume de Sens
La coutume de Sens désigne l'ensemble des règles de droit coutumier qui régissaient les rapports juridiques, économiques, familiaux et sociaux des habitants du Bailliage de Sens, dans ce qui était à l'époque le duché de Bourgogne.
Le bailliage de Sens n'a jamais relevé en une quelconque manière du duché de Bourgogne : ni sur le plan judiciaire (il relevait du parlement de Paris et non pas de celui de Dijon), ni sur le plan fiscal (il relève des pays d'élection et non des Etats de Bourgogne), ni sur le plan administratif (il relève de l'intendant de Paris à la création de la fonction et non de celui de Dijon), ni sur le plan militaire (le Sénonais relève du gouvernement (militaire) de la Champagne. Etabli en 1184 (premier titulaire dénommé en 1194), il relève de l'organisation juridictionnelle de la Couronne dont on sait qu'elle ne mettra la main sur le duché qu'à la mort de Charles le Téméraire à la fin du XVe siècle). Le bailliage, un des quatre plus importants et anciens du royaume (avec Orléans, le Vermandois et la prévôté de Paris), dispose déjà à la fin du XIVe siècle, d'un "style" propre (un exemplaire détenu par le lieutenant Jehan Tribole est aujourd'hui conservé à la bibliothèque de Berne (Suisse)). Il est très fortement influencé par le droit champenois. On le doit à la configuration politico-géographique du Sénonais, encadré de trois côtés par le comté de Champagne. Le bailli de Sens a surveillé le comté palatin de Champagne et de Brie jusqu'à la fin de son autonomie (1305 et 1316) pour sa fraction relevant des évêchés de Troyes, de Langres et de Châlons. Cette très forte influence champenoise se constate dans les dispositions relatives à la noblesse. La plus emblématique est celle de sa transmission en ligne féminine (exceptionnelle en France), alors que le bailliage sénonais n'a jamais relevé de la Champagne au plan administratif depuis sa création. Une autre influence est celle de la coutume de Lorris (en bordure de la forêt d'Orléans), marquante dans le Gâtinais sénonais, et qui sera spécifiquement défendue dans la rédaction de la coutume.
Il s'agit exclusivement de lois civiles, correspondant à la matière du futur Code Civil : personnes, biens, obligations, avec en plus des règles fiscales et du droit féodal.

## Historique
La coutume est jusqu'au XVe siècle la source presque exclusive du droit et elle est, pour l'essentiel, éparse et non écrite.
Au milieu du XVe siècle, le roi Charles VII ordonne la codification des coutumes en usage dans les différents pays du royaume. Au sein du domaine royal, le Bailliage de Sens est le premier à terminer ce travail vers 1495. Il a été préparé de longue main par des ouvrages utilitaires rédigés par des officiers de l'institution, tel le lieutenant Jehan Tribole (l'Aîné ou le Jeune ?). Ces coutumes seront publiées en 1507, l'imprimerie trouvant là son premier public de praticiens du droit.
L'ordonnance de Charles VII a été un insuccès relatif. Un prince, le duc de Bourgogne, a réalisé cette codification en 1459. Elle est imparfaite, notamment en raison de ses lacunes sur la question de l'âge de la majorité. Le gendre du roi, Pierre de Bourbon, ne l'a pas achevée pour ses propres états. Les bailliages royaux ont interrompu ce travail. Néanmoins, le bénéfice de ce travail liminaire ne sera pas perdu. Quelques décennies plus tard, ces travaux initiaux expliquent la célérité de l'aboutissement du nouveau projet plus de deux décennies plus tard.
Ce travail primitif de Sens sera mis à profit par la prévôté de Paris (Paris n'a pas de bailliage royal) pour rédiger ses propres coutumes, tirant profit des leçons de celles de Sens. Les cahiers originaux de rédaction de cette coutume ont disparu.
Finalement, le roi Henri II décide de mettre fin à cette coûteuse codification, ordonne de « refonder » la coutume, et d'en profiter pour la mettre à jour. Les membres des trois ordres (Noblesse, Clergé et Tiers état) sont convoqués pour en discuter dans le couvent des Jacobins de Sens (le couvent d'où partira le moine Jacques Clément pour aller assassiner Henri III en 1589). Par la suite, la Coutume de Sens ne sera pas révisée.

## Contenu

### Coutume générale
La Coutume de sens est constituée de vingt-quatre titres ou chapitres et de deux cent quatre-vingt-six articles.
Ces chapitres sont :
1. - De la Haute justice,
2. .- De la Moyenne justice,
3. - De la basse justice,
4. - De la justice foncière,
5. - Des forfaitures et confiscations,
6. - Des bâtards,
7. - Du retrait lignagier,
8. - Des testaments, legs, dannations testamentaires, et de leur exécution,
9. - Des successions, partages et divisions,
10. - Des servitudes,
11. - Des donations entre vifs, mutuelles, et pour cause de mariage,
12. - Comment on peut acquérir, garder et retenir une possession,
13. - Des rentes foncières,
14. - Des bourgeoisies,
15. - Des bois, forêts, usages et pâturages,
16. - Du bail et garde des enfants mineurs nobles, tutelles nobles,
17. - Du douaire coutumier,
18. - Des assurements,
19. - Des fiefs et profits féodaux,
20. - Des censives et droits seigneuriaux,
21. - Des Conventions, ventes, marchés, achats, louages, prêts, dépôts et autres contrats,
22. - Des prescriptions,
23. - Des rapports dans les successions,
24. et dernier. - Compagnie et communautés de biens entre hommes et femmes mariés, et autres personnes.

## Coutumes particulières
Il existe deux coutumes particulières, une de la Ville de Sens (3 articles), l'autre des Pays et villes de Langres et du Comté de Montsaugeon, ce dernier étant situé sur l'ancien pagus bourguignon de l'Attouar ou de l'Attuyer. La particularité est le caractère allodial de toutes les terres des pays de Langres et Montsaugeon.
Il convient de noter les dispositions spécifiques concernant Courtenay et sa région, inscrites expressement à la demande des habitants désirant le bénéfice de la coutume de Lorris. Fortement absents, les habitants de la région de Ligny-en-Barrois (Barrois mouvant) et de la banlieue de Châlons-en-Champagne ont modérément influencé la révision de la coutume.
Par principe, le procureur du Roi au bailliage de Sens, a rappelé qu'il persistait à revendiquer dans son ressort la Puisaye et le Donziois que François Ier lui avait arraché de force en 1524. Par contre, il n'a pas élevé de revendication sur le bailliage d'Auxerre qui avait été soustrait au bailli de Sens vers 1411, au début de la guerre entre Armagnacs et Bourguignons. L'évêque de Langres a défendu sans contestation les particularismes juridiques de ses sujets.

### Contenu de la coutume particulière de la Ville de Sens
Comprend trois articles: 1. - Par privilège royal, les habitants de Sens peuvent tenir fiefs et héritages nobles sans payer le droit de franc-fief. 2.[Quoi ?] 3.[Quoi ?]

### Contenu de la coutume particulière des villes et comté de Langres et de Montsaugeon
Comprend sept articles: 1. - Terres délaissées à labourer pendant trois ans peuvent être possédées par le premier occupant. 4. - (Caractère allodial des terres) Au Pays de Langres, il n'est dû au seigneur aucun cens, lods, ventes ni amende sans titre. 5. - Les fiefs mouvants du Duché de Langres, du Comté de Montsaugeon, des baronnies de Lusy et de Gurgny-le-Châtel, et des autres seigneurs féodaux assis ès pays et quartier de Langres, ne doivent ni quint, ni requint, ni relief, ni rachat et autres profits aux seigneurs dont ils sont mouvants. (Les habitants de Langres jouissent des mêmes privilèges de noblesse que les bourgeois de Paris, exemption de tailles, d'aides, etc.)

## Éditions
- Coutume des baillages [sic] de Sens et de Langres commentée et conférée avec les coutumes voisines, et spécialement avec celle de Chaumont-en-Bassigny, par Maître Jules de Laistre, avocat au Parlement. Paris, chez les Frères Osmont, près le Pont Saint Michel, 1731, IV 560 pages + à la fin l'ancien texte de la coutume en 278 articles paginés de I à XIX. Cette édition comprend aussi à la fin pages 448 à 600 le Procès-verbal de la Coutume de Sens et l'État des lieux régis par la Coutume de Sens.

## Sources
1. ↑  Etienne Meunier, Le bailliage de Sens 1194-1499. FACO,, Saint-Mandé, 1981

- Etienne Meunier. Le bailliage de Sens, 1184-1477. Paris, FACO, 1981, pp. 284, et XIX pp. Et autres publications (Société archéologique de Sens notamment).
- Etienne Meunier. La refondation de la coutume de Sens en 1555 : les réformateurs sénonais transforment la kermesse judiciaire du bailliage en tribune et se comptent : prélude à la guerre civile de 1562 - 1595. Bulletin de la Société archéologique de Sens , tome 7 de la nouvelle série, 2011 (à la suite d'une conférence publique très antérieure donnée à Auxerre).
- Etienne Meunier. L'Auxerrois sous tutelle judiciaire sénonaise. Bulletin de la Société archéologique de Sens, tome 1, nouvelle série, 1999.
- Anette Smedley-Weill et Simone Geoffroy-Poisson, Les assemblées d'états et la mise en forme du droit : Comparaisons et analyses formelles des coutumes rédigées et réformées d'Auxerre, de Sens et de Touraine (lire en ligne)